# Prager Schachfestival 2023
Das Prager Schachfestival 2023 war die fünfte Austragung einer Reihe von Schachturnieren in der tschechischen Hauptstadt Prag. Es fand vom 20. bis 30. Juni 2023 statt.
Es wurden zwei Einladungsturniere, das Masters und das Challengers veranstaltet. Des Weiteren wurden ein Futures und ein Open sowie mehrere Ratings-Turniere gespielt. Auch ein Schnellschach- und ein Blitzschach-Turnier waren wieder im Programm. Zusätzlich fanden einige Thementurniere statt, u. a. ein Chess960-Turnier.

## Masters
Beim Masters wurde ein einfaches Rundenturnier ausgetragen. Als Tie-Break diente nach den Punkten der direkte Vergleich der betroffenen Spieler untereinander (DV), danach die Wertung nach Sonneborn-Berger (SoBe) und zuletzt die gespielten Partien mit den schwarzen Steinen (SP). Am 26. Juni wurde ein Ruhetag eingelegt. Ursprünglich war Francisco Vallejo Pons für das Turnier gesetzt, dieser wurde jedoch durch Haik Martirosjan ersetzt.
| Platz | Titel | Name                | Elo-Zahl | 1 | 2 | 3 | 4 | 5 | 6 | 7 | 8 | 9 | 10 | Punkte | DV | SoBe  | SP |
| ----- | ----- | ------------------- | -------- | - | - | - | - | - | - | - | - | - | -- | ------ | -- | ----- | -- |
| 1     | GM    | Bogdan-Daniel Deac  | 2693     | * | 1 | ½ | ½ | ½ | ½ | ½ | ½ | ½ | 1  | 5½     | 1  |       |    |
| 2     | GM    | Ray Robson          | 2689     | 0 | * | ½ | ½ | ½ | ½ | 1 | 1 | 1 | ½  | 5½     | 0  |       |    |
| 3     | GM    | P. Harikrishna      | 2704     | ½ | ½ | * | ½ | ½ | ½ | ½ | 1 | ½ | ½  | 5      |    |       |    |
| 4–5   | GM    | David Navara        | 2689     | ½ | ½ | ½ | ½ | * | ½ | ½ | ½ | ½ | ½  | 4½     | 1½ | 20,25 | 4  |
| 4–5   | GM    | Sam Shankland       | 2711     | ½ | ½ | ½ | ½ | * | ½ | ½ | ½ | ½ | ½  | 4½     | 1½ | 20,25 | 4  |
| 6     | GM    | Haik Martirosjan    | 2685     | ½ | ½ | ½ | ½ | ½ | * | ½ | 0 | ½ | 1  | 4½     | 1½ | 20,00 |    |
| 7     | GM    | Vincent Keymer      | 2690     | ½ | 0 | ½ | ½ | ½ | ½ | * | 1 | ½ | ½  | 4½     | 1½ | 19,50 |    |
| 8     | GM    | Wang Hao            | 2722     | ½ | 0 | 0 | ½ | ½ | 1 | 0 | * | 1 | ½  | 4      |    |       |    |
| 8     | GM    | Boris Gelfand       | 2668     | ½ | 0 | ½ | ½ | ½ | ½ | ½ | 0 | * | ½  | 3½     | ½  | 16,00 |    |
| 10    | GM    | Thai Dai Van Nguyen | 2653     | 0 | ½ | ½ | ½ | ½ | 0 | ½ | ½ | ½ | *  | 3½     | ½  | 15,75 |    |
Obwohl Deac den direkten Vergleich gegen Robson gewann, wurde ein Blitzschach-Tie-Break um den ersten Platz gespielt, bei dem Robson mit Schwarz gegen Deac gewann und mit Weiß ein Remis erspielte. Somit stand Ray Robson als Sieger fest.
| Name               | Blitz-Elo | 1 | 2 | Gesamt |
| ------------------ | --------- | - | - | ------ |
| Ray Robson         | 2660      | 1 | ½ | 1½     |
| Bogdan-Daniel Deac | 2644      | 0 | ½ | ½      |

## Challengers
Auch das Challengers wurde als einfaches Rundenturnier gespielt. Die Tie-Breaks waren ebenfalls identisch, jedoch war nur der direkte Vergleich als Feinwertung notwendig. Der Ruhetag war auch der 26. Juni. Ursprünglich war Christopher Woojin Yoo für das Turnier gesetzt, wurde jedoch durch Paulius Pultinevičius ersetzt.
Es gewann Mateusz Bartel aus Polen, der sich damit für das Masters 2024 qualifiziert hat.
| Platz | Titel | Name                  | Elo-Zahl | 1 | 2 | 3 | 4 | 5 | 6 | 7 | 8 | 9 | 10 | Punkte | DV |
| ----- | ----- | --------------------- | -------- | - | - | - | - | - | - | - | - | - | -- | ------ | -- |
| 1     | GM    | Mateusz Bartel        | 2609     | * | ½ | 1 | ½ | ½ | ½ | ½ | 1 | 1 | 1  | 6½     |    |
| 2     | GM    | Alexander Motyljow    | 2597     | ½ | * | ½ | 1 | ½ | ½ | ½ | 1 | 1 | ½  | 6      |    |
| 3     | GM    | Paulius Pultinevičius | 2530     | 0 | ½ | * | 1 | ½ | 0 | 1 | ½ | ½ | 1  | 5      | 1½ |
| 4     | GM    | Benjámin Gledura      | 2645     | ½ | 0 | 0 | * | 1 | 1 | ½ | 1 | ½ | ½  | 5      | 1  |
| 5     | IM    | Jan Vykouk            | 2467     | ½ | ½ | ½ | 0 | * | 1 | ½ | 1 | 0 | 1  | 5      | ½  |
| 6     | GM    | Erwin l’Ami           | 2645     | ½ | ½ | 1 | 0 | 0 | * | ½ | 0 | 1 | 1  | 4½     |    |
| 7     | GM    | Jerguš Pecháč         | 2611     | ½ | ½ | 0 | ½ | ½ | ½ | * | 0 | 1 | ½  | 4      |    |
| 8     | FM    | Václav Finěk          | 2409     | 0 | 0 | ½ | 0 | 0 | 1 | 1 | * | 0 | 1  | 3½     |    |
| 8     | IM    | Richard Stalmach      | 2436     | 0 | 0 | ½ | ½ | 1 | 0 | 0 | 1 | * | 0  | 3      |    |
| 10    | GM    | G. Akash              | 2483     | 0 | ½ | 0 | ½ | 0 | 0 | ½ | 0 | 1 | *  | 2½     |    |

## Weitere Turniere
- Sieger Open-Turnier:  GM Vojtěch Plát[5]
- Sieger Futures-Turnier:  FM Patryk Cieslak[6]
- Sieger Schnellschach-Turnier:  GM Vojtěch Plát[7]
- Sieger Blitzschach-Turnier:  IM Maximilian Berchtenbreiter[8]